# Gaspard Procksch
Gaspard Procksch, connu également sous le nom de Gaspard, de Kaspar Procksch, de Gasprocksch ou de Jean-Gaspard Broche (né en 1734 en Allemagne et décédé après 1793) est un clarinettiste et compositeur d'origine allemande ayant essentiellement travaillé en France dans la 2e moitié du XVIIIe siècle. Il est l'un des premiers clarinettistes de musique symphonique, en particulier grâce à l'orchestre de La Pouplinière à partir de 1750. Il est le probable créateur à Paris du Concerto en si bémol majeur pour clarinette et orchestre de Johann Stamitz.

## Biographie
La jeunesse et la formation musicale de Gaspard Procksch en Allemagne restent à retrouver. 
Avant 1751, l'emploi de la clarinette dans les orchestres symphoniques en France, comme le Concert Spirituel, et en Allemagne n'est pas avéré,. 
Clarinettiste allemand invité à jouer en France avec ses compatriotes Simon Flieger, Schencker et Louis, et également cornistes, Gaspard Procksch est clarinettiste dans l'orchestre de La Pouplinière dans les années 1750 (notamment de 1757 à 1762, selon François-Joseph Gossec). Johann Stamitz dirige l’orchestre de La Pouplinière de 1754 à 1755 à Paris où jouent les clarinettistes Simon Flieger et Gaspard Proksch. Ils étaient amis avec Johann Stamitz. Il est possible que Gaspar Proksch est créé le concerto pour clarinette en si bémol majeur, écrit à Paris, de Johann Stamitz (décédé en 1757) car il n'y avait pas de clarinette avant 1758 à l'orchestre de Mannheim,.
En 1751 et en 1753, Gaspard Procksch est embauché à l'Opéra de Paris pour jouer la partie de clarinette de l'opéra Acante et Céphise de Rameau qui aurait découvert la clarinette chez La Pouplinière.
Gaspard Procksch et Simon Flieger sont clarinettistes à la Comédie-Italienne en 1758 et jouent six représentations de l'opéra Gilles, garçon peintre, z’amoureuxt-et-rival de Jean-Benjamin de La Borde avec des clarinettes à 4 clés en ré et si bémol. 
À la mort d'Alexandre Le Riche de La Pouplinière en 1762, son orchestre est dispersé; Gaspard Procksch prend alors le poste de première clarinette au service du prince de Conti, Louis-François de Bourbon-Conti qui aura accueilli Mozart à Paris.

« En 1762, d'après l'état des appointements, l'orchestre était ainsi composé : 

1 violon principal (Canavas), 4 violons (Gossec, Capron, Cales, Miroglio), 1 violoncelle (Graziani), 1 clavecin (Mme Gossec), 1 harpe (Goepflert). 

1 flute (Le Clerc), 1 hautbois (Ignace Cezar), 2 clarinettes (Procksch, Flieger), 1 basson (Saint-Suire). 

2 cors (Schencker, Louis). »

— Georges Cucuel, Études sur un orchestre au XVIIIe siècle. L'instrumentation chez les symphonistes de la Pouplinière. Œuvres musicales de Gossec, Schenker et Gaspard Procksch 
À partir des années 1770, les duos cor-clarinette deviennent à la mode à Paris et les sextuors à vents s'élargissent vers des octuors en intégrant clarinette et hautbois .
De 1771 à 1775, il est clarinettiste et également contrebassiste à l'Opéra.
De 1775 à 1783, il est professeur de clarinette.
Il est également corniste.
Il compose des quatuors et des symphonies. Il est l'un des premiers spécialistes à adapter des airs pour quatuors à vent composés de deux clarinettes, deux cors ou deux bassons.
Il est marié à Maximilienne Henriette Le Cheyre et habite à Paris.
Sa trace est perdue après 1785.

## Œuvres (sélection)
- 6 quatuors pour clarinette, violon, alto, basse ou violoncelle op.1, chez Sieber, Paris, ca. 1770
- 6 trios pour 2 violons et basse op. 3, chez Tarade, Paris, 1776
- 6 trios pour clarinette, violon et basse op. 4
- 6 solos pour clarinette op.5
- 6 sonates à la clarinette et accompagnement de violoncelle op. 5, 1773
- 6 trios concertants pour deux violons et violoncelle op. 7, 1775
- Recueils d'air en duos pour deux clarinettes ou deux cors de chasse, 1773-1774 (dont quatre recueils de vingt-cinq duos aujourd'hui perdus)
  - VIIIe Recueil contenant 38 airs en duo pour deux clarinettes ou deux cors de chasse, op. 11, ca. 1776[8]
- Symphonia a piu stromenti, chez Tarade, Paris, 1778-1779
- 17 classical solos : for unaccompanied clarinet édité par  Pamela Weston, (London : Fentone Music ; Breitkopf & Hartel, ca. 1979) :
  - Ariette / Gaspard Procksch